# レオナルド・マルケス
レオナルド・マルケス（Leonardo Márquez、1820年 – 1913年）は、メキシコの軍人。
レオナルド・マルケスは米墨戦争で戦い、1849年の革命運動ではアントニオ・ロペス・デ・サンタ・アナを強く支援した。
独裁体制の崩壊後は、ミゲル・ミラモンとフェリックス・マリア・スロアガの起こした反ベニート・フアレスの運動を支持した。
1862年にマルケスはフランスの大義を取り、マクシミリアン大公をメキシコ皇帝とするメキシコ帝国の設立に活発かつ重要な役割を果たした。1864年、マクシミリアンによって常備陸軍の最高司令官とされ、イスタンブールに使節として派遣された。
マルケスが帰国した1866年にはフランス軍が撤退しており、マルケスはメキシコ人による帝国軍の創設に着手した。
1866年10月、マクシミリアンはマルケスを別働隊の司令官にし、さらに1867年3月には、政府を創設してケレタロを助ける軍を挙兵するために、マルケスをメキシコシティに派遣した。
マルケスはミゲル・ミラモンとは絶えず意見が合わないことでよく知られていた。彼らが分かれていたときにミラモンは共和国軍への攻撃を提案したが、マルケスはこの提案には反対していたが、これはミラモンがそれを示唆したためとも考えられる。
ケレタロでは、マルケスはマクシミリアンと共に行動していた。しかし攻囲軍を突破し、皇帝を助けるための軍を組織するためにメキシコシティへ向かった。
これが不可能であるとわかると、マルケスは首都の南のプエブラに独自の政府の樹立を計画した。しかしプエブラに到達する前に敗れ、メキシコシティに戻ったが、すでにポルフィリオ・ディアスによって包囲されていた。
首都は6月21日に占領され、マルケスは、数か月の雲隠れののちに、ベラクルスを経由してキューバのハバナに亡命した。
マルケスは、1870年の恩赦の対象からも明確に除外された。
マルケスは狂信的で、人命を軽視する冷血な人物であり、1859年のゲリラとの勝利のあとに大量殺戮をしたことから「タクバヤの虎」とあだ名された。この事件についてマルケスは、ミラモンの命令であったとの釈明をした。マクシミリアンは、処刑の前に一人の兵士に「ケレタロで自分の捕縛の原因を作ったミゲル・アンヘル・ロペスの裏切りは許せても、大量殺戮をしたマルケスは許せない」と打ち明けている。

## 出版物
- H. H. Bancroft, History of Mexico, volumes v and vi (San Francisco, 1888)